# Boutigny-sur-Essonne
Boutigny-sur-Essonne és un municipi francès, situat al departament de l'Essonne i a la regió de Illa de França. L'any 2007 tenia 3.085 habitants.
Forma part del cantó de Mennecy, del districte d'Étampes i de la Comunitat de comunes des 2 Vallées.

## Demografia

### Població
El 2007 la població de fet de Boutigny-sur-Essonne era de 3.085 persones. Hi havia 1.120 famílies, de les quals 256 eren unipersonals (96 homes vivint sols i 160 dones vivint soles), 356 parelles sense fills, 448 parelles amb fills i 60 famílies monoparentals amb fills.
La població ha evolucionat segons el següent gràfic:
Habitants censats

### Habitatges
El 2007 hi havia 1.274 habitatges, 1.152 eren l'habitatge principal de la família, 69 eren segones residències i 53 estaven desocupats. 1.117 eren cases i 143 eren apartaments. Dels 1.152 habitatges principals, 973 estaven ocupats pels seus propietaris, 156 estaven llogats i ocupats pels llogaters i 23 estaven cedits a títol gratuït; 12 tenien una cambra, 68 en tenien dues, 171 en tenien tres, 249 en tenien quatre i 652 en tenien cinc o més. 939 habitatges disposaven pel capbaix d'una plaça de pàrquing. A 473 habitatges hi havia un automòbil i a 588 n'hi havia dos o més.

### Piràmide de població
La piràmide de població per edats i sexe el 2009 era:
| Homes | Edats   | Dones |
| ----- | ------- | ----- |
| 8     | 95 o +  | 8     |
| 8     | 90 a 94 | 16    |
| 12    | 85 a 89 | 36    |
| 4     | 80 a 84 | 16    |
| 36    | 75 a 79 | 52    |
| 52    | 70 a 74 | 52    |
| 76    | 65 a 69 | 68    |
| 52    | 60 a 64 | 72    |
| 100   | 55 a 59 | 80    |
| 100   | 50 a 54 | 92    |
| 120   | 45 a 49 | 140   |
| 164   | 40 a 44 | 128   |
| 112   | 35 a 39 | 132   |
| 84    | 30 a 34 | 80    |
| 88    | 25 a 29 | 72    |
| 80    | 20 a 24 | 40    |
| 116   | 15 a 19 | 124   |
| 144   | 10 a 14 | 124   |
| 112   | 5 a 9   | 96    |
| 52    | 0 a 4   | 44    |

## Economia
El 2007 la població en edat de treballar era de 2.047 persones, 1.535 eren actives i 512 eren inactives. De les 1.535 persones actives 1.437 estaven ocupades (757 homes i 680 dones) i 98 estaven aturades (49 homes i 49 dones). De les 512 persones inactives 160 estaven jubilades, 228 estaven estudiant i 124 estaven classificades com a «altres inactius».

### Ingressos
El 2009 a Boutigny-sur-Essonne hi havia 1.198 unitats fiscals que integraven 3.100,5 persones, la mediana anual d'ingressos fiscals per persona era de 24.271 €.

### Activitats econòmiques
Dels 114 establiments que hi havia el 2007, 2 eren d'empreses extractives, 4 d'empreses alimentàries, 1 d'una empresa de fabricació de material elèctric, 2 d'empreses de fabricació d'altres productes industrials, 27 d'empreses de construcció, 14 d'empreses de comerç i reparació d'automòbils, 6 d'empreses de transport, 6 d'empreses d'hostatgeria i restauració, 3 d'empreses d'informació i comunicació, 4 d'empreses financeres, 6 d'empreses immobiliàries, 21 d'empreses de serveis, 11 d'entitats de l'administració pública i 7 d'empreses classificades com a «altres activitats de serveis».
Dels 35 establiments de servei als particulars que hi havia el 2009, 1 era una oficina de correu, 1 una oficina bancària, 1 taller de reparació d'automòbils i de material agrícola, 1 paleta, 4 guixaires pintors, 8 fusteries, 3 lampisteries, 6 electricistes, 2 empreses de construcció, 3 perruqueries, 1 restaurant, 3 agències immobiliàries i 1 saló de bellesa.
Dels 6 establiments comercials que hi havia el 2009, 1 era una botiga de més de 120 m², 2 fleques, 1 una fleca i 2 floristeries.
L'any 2000 a Boutigny-sur-Essonne hi havia 7 explotacions agrícoles que ocupaven un total de 952 hectàrees.

## Equipaments sanitaris i escolars
L'únic equipament sanitari que hi havia el 2009 era una farmàcia.
El 2009 hi havia 1 escola maternal i 1 escola elemental.

## Poblacions properes
El següent diagrama mostra les poblacions més properes.